# Bernd Hildebrandt (Theologe)
Bernd Hildebrandt (* 6. September 1940 in Frankfurt (Oder); † 26. Februar 2020 in Greifswald) war ein deutscher evangelischer Theologe und Hochschullehrer für Systematische Theologie.

## Leben
Bernd Hildebrandt studierte Evangelische Theologie an der Humboldt-Universität in Berlin und wurde hier 1971 zum Dr. theol. promoviert. 1978 habilitierte er sich an der Universität Greifswald mit einer Untersuchung über das Problem der natürlichen Theologie bei Karl Barth. 1979 wurde er in Greifswald zum Hochschuldozenten für Systematische Theologie berufen. 1983 übernahm er hier den Lehrstuhl für Systematische Theologie. 2006 wurde er emeritiert.
Von 1992 bis 2012 war er Synodaler und Mitglied der Kirchenleitung der Pommerschen Evangelischen Kirche und von 2012 bis 2013 Mitglied der vorläufigen Kirchenleitung der Nordkirche.

## Auszeichnungen
- 2014: Bugenhagen-Medaille

## Werke
- Das Verständnis des Todes als „der Sünde Sold“ (Römer 6, 23) und dessen systematisch-theologische Tragweiten. Berlin, Humboldt-Univ., Sekt. Theologie, Diss. A, 1971
- Das Problem der natürlichen Theologie bei Karl Barth. Greifswald, Univ., Sekt. Theologie, Diss. B, 1978.

## Festschrift
- Tilman Beyrich (Hrsg.): Unerwartete Theologie: Festschrift für Bernd Hildebrandt. Münster: Lit 2005 ISBN 978-3-8258-8811-4